# Ciechocin (województwo lubelskie)
Ciechocin – wieś w Polsce położona w województwie lubelskim, w powiecie janowskim, w gminie Modliborzyce.

## Krótki opis
W latach 1975–1998 miejscowość administracyjnie należała do województwa tarnobrzeskiego. Według Narodowego Spisu Powszechnego (III 2011 r.) liczyła 36 mieszkańców i była 22. co do wielkości miejscowością gminy Modliborzyce. Miejscowa ludność wyznania katolickiego przynależy do Parafii św. Stanisława w Modliborzycach.

## Historia
Pierwsze wzmianki o wsi pochodzą z roku 1815. Wieś powstała na terenach należących do dóbr modliborskich. Wiadomo, że na początku wieś była oczynszowana jednak z powodu nie płacenia czynszu, jej mieszkańcy musieli odrabiać pańszczyznę. Ówcześni mieszkańcy to koloniści pochodzący znad Sanu. W 1846 r. wieś zamieszkiwało zaledwie 6 gospodarzy. Pod koniec XIX wieku na jej terenie powstała cegielnia i stawy rybne. W 1921 r. Ciechocin tworzony był przez 15 domów i zamieszkany przez 89 mieszkańców.
Podczas II wojny światowej 11 października 1942 r. wieś została zbombardowana, w wyniku czego spłonęło 14 gospodarstw. W latach 1968–1980 istniała jednostka OSP.